# 矢吹申彦
矢吹 申彦（やぶき のぶひこ、1944年4月7日 - 2022年10月28日）は、日本のイラストレーター、グラフィックデザイナー、装丁家、随筆家。俳号は矢吹猿人（さるんど）。

## 来歴・人物
東京都世田谷区出身。東京都立駒場高等学校卒業。1965年に桑沢デザイン研究所へ入学、1967年に同研究所抹籍。同年から、フリーのグラフィックデザイナー、イラストレーターに。専門学校時代から音楽雑誌のイラストなどを手がける。和田誠のアシスタントをしながら、雑誌『話の特集』のスタッフもつとめていた。
1969～76年月刊『ニューミュージック・マガジン』のADと表紙絵を担当。1981～1990年月刊『潮』、1983年～季刊『教育と施設』、1992～1995年月刊『東京人』各誌の表紙絵担当。松任谷由実の『流線形'80』、森山直太朗の『さくら（独唱）』などのジャケットや書籍のイラストを数多く担当した。
イラストレーションのほかに、装幀、文章並びに画文の連載を担う。
東京イラストレーターズ・ソサエティ会員。
湯村輝彦とY2というチームを作る。その後、河村要助も参加し、「100パーセント・スタジオ」と改名して活動した。
2022年10月28日、敗血症のため死去。78歳没。

## 著作

### 単著
- 『ぼくの絵日記 遠いおかしな日々を…』エイプリル・ミュージック  1979
- 『矢吹申彦風景図鑑』美術出版社  1979
- 『東京面白倶楽部 散歩者のための』絵と字 話の特集  1984
- 『文人志願』文化出版局  1985
- 『愉快な情景 子供歳時記』画・文 筑摩書房  1987
- 『こどもたちのオーケストラ入門』文とえ 評論社(児童図書館・絵本の部屋)1990
- 『くるま』画 二玄社(はじめて・はっけんのりものずかんシリーズ)　2009
- 『おとこ料理讀本』平凡社  2011
- 『東京の100横丁』フリースタイル　2014
- 『矢吹申彦音楽図鑑』Pヴァイン  2016(ele-king books)

### 共著
- 『かずあそび ふしぎなかずのくに』片岡輝 主婦と生活社(知識絵本)1976
- 『王さまにもにも』舟崎靖子作, サンリード  1980
- C.イブラード・パーマー『ジャマイカの太陽』(イラスト), 掛川恭子訳 岩波少年文庫 1980/10
- オスカー・ワイルド『しあわせな王子』今江祥智訳 集英社(こどものための世界名作童話) 1980
- 『11わる4…』舟崎靖子作, 筑摩書房  1981
- 『まるぽちゃさんちはおおさわぎ』村山桂子, 1987(童心社の幼年どうわシリーズ)
- 『峠の声』伊集院静作　講談社文庫 1994/12
- 『やわらかな記号』小川みなみ作、講談社  1995/3
- 『頭だけの少年 タイ民話ほか』宮脇紀雄ほか訳 1996(講談社青い鳥文庫. Kシリーズ)
- 『新しい森 2050年西新宿物語』小川みなみ作, 講談社  1997
- 『めたねこムーニャン』山中恒作 理論社（山中恒よみもの文庫) 1999/11
- 『きょうりゅうがすわっていた』こどものとも　2000年12月号　市川宣子著,(イラスト) 福音館書店 2000
- 『池波正太郎のそうざい料理帖』全2巻　[画],平凡社編 平凡社(深夜倶楽部) 2003-04　のち高丘卓編で『そうざい料理帖』全2冊として平凡社ライブラリー
- 『「特攻」と遺族の戦後』宮本雅史(著)(イラスト) 角川書店 2005/3
- 『猫づくし 画報 猫の本音を聞くDVD』画・文,古今亭志ん輔 語り スーパーエディション  2005
- 『余は如何にして服部ヒロシとなりしか』あせごのまん作、角川ホラー文庫　2005/11
- 『えほん寄席 奇想天外の巻』桂文我, 桂宗助, 古今亭菊之丞, 桂平治, 桂米平 噺, 浅賀行雄, 国松エリカ, 松下惠子, 谷口幸三郎 絵 小学館  2007
- 『ロック・オブ・エージズ 小倉エージ・インタヴュー&トーク集 MUSIC MAGAZINE増刊』(イラスト) 2009/10
- 『線路はつづくよ』関川夏央文,フリースタイル  2010
- 『くもはいく』中山千夏文,ハモニカブックス  2011
- 『連句日和』笹公人, 俵万智, 和田誠共著 自由国民社  2015
- 『新幹線各駅停車 こだま酒場紀行』大竹聡著,(イラスト) ウェッジ 2017/11
- 『時刻表おくのほそ道』宮脇俊三著 イラスト
- 齋藤芳弘、矢吹申彦『嘘つきシンちゃんの脳みそ』スーパーエディション、2020年12月10日。ISBN 978-4915743221。